# Ligonipes semitectus
Ligonipes semitectus är en spindelart som först beskrevs av Simon 1900.  Ligonipes semitectus ingår i släktet Ligonipes och familjen hoppspindlar. Inga underarter finns listade i Catalogue of Life.